# الأردن في الألعاب الآسيوية الشاطئية 2010
شارك الأردن في دورة الألعاب الآسيوية الشاطئية 2010 التي أقيمت في مسقط، عُمان من 8 إلى 16 ديسمبر 2010.  حيث شارك الأردن في رياضات : الفروسية وكرة اليد والترايثلون واحتل المركز الثالث عشر في ترتيب الميداليات بحصوله على ميداليتين من الفضة وواحدة من البرونز.

## الفروسية
حقق الفارس اياد نمران الميدالية الفضية كما حصل مع زميله حسام الخزاعلة على الميدالية الفضية في مسابقة الوجي. فيما احرز المنتخب الميدالية البرونزية بانضمام رياض الشورة وجهاد العقرباوي.

## كرة اليد
احتل منتخب كرة اليد المركز السادس حيث اجتاز في الدور الأول منتخبات تايلند وأفغانستان واندونيسيا وخسر بصعوبة امام باكستان . فقد المنتخب فرصة الحصول على ميدالية بفوز غير متوقع لتايلند على باكستان بطلة اسيا

## الترايثلون
شارك كل من هيا الغول وفراس الحمود ولورنس فانوس في هذه الرياضة ووحقق لورنس المركز التاسع فيما احتلت هيا الغول المركز العاشر في مسابقة الإناث واحتل فراس الحمود المركز السابع عشر .